# Burton J. Hendrick
Burton Jesse Hendrick (* 8. Dezember 1870 in New Haven, Connecticut; † 22. März 1949) war ein amerikanischer Autor.
Mit zwei biografischen Werken über Walter Hines Page gewann er 1923 und 1929 jeweils den Pulitzer-Preis. 1923 wurde er in die American Academy of Arts and Letters gewählt.

## Publikationen (Auswahl)
- 1921 Age of Big Business OCLC 254713743
- 1923 Life and Letters of Walter H. Page OCLC 445369
- 1923 The Jews in America OCLC 2506511
- 1924 Biography of William Crawford Gorgas
- 1928 The Training of an American: The Earlier Life and Letters of Walter H. Page OCLC 445367
- 1932 The Life of Andrew Carnegie OCLC 2320333
- 1935 The Lees of Virginia: Biography of a Family 445163
- 1937 Bulwark of the republic;: A biography of the Constitution, Little, Brown and company; 1st edition (1937) OCLC 991896
- 1939 Statesmen of the Lost Cause: Jefferson Davis and his Cabinet OCLC 428727
- 1946 Lincoln's War Cabinet OCLC 4024350
- 1953 Bollwerk der Republik: eine Biografie der Amerikanischen Verfassung. Übersetzung von Josephine Dworschak unter Mitwirkung von Siegmund Speyerer, Zitzmann-Verlag, Lauf bei Nürnberg. OCLC 175113334